# 竹島一件
竹島一件（竹嶋一件、たけしまいっけん）とは、1692年（元禄5年）から1698年（元禄11年）3月まで日本と朝鮮との間で争われた鬱陵島の領有問題。江戸幕府の許可を得て鬱陵島に出漁した米子の大谷・村川家が同島で朝鮮人と遭遇したことから問題になり、長期間交渉の末、幕府が日本人の鬱陵島への渡航を禁止する事により決着した。当時の日本では、現在の鬱陵島は竹島、現在の竹島は松島と呼ばれていた。
これ以下、当時の日本の名称に従い現在の鬱陵島を「竹島（鬱陵島）」、現在の竹島を「松島」と記述する。

## 紛争開始以前の竹島（鬱陵島）
現在の鬱陵島にはかつては于山国という国家があり、高麗顕宗の時代に高麗領に編入されて移民が進められたが失敗した。李朝の成立後、李朝はこの島が高麗再興派や倭寇の根拠地となる事を恐れてこの島を立ち入り禁止とした。1402年に作成された李朝の地図ではこの島に「鬱陵島」という名称を付けている。
一方、日本でもこの島は磯竹島、または竹島として知られており、桃山時代に描かれたいくつかの日本地図には隠岐と朝鮮半島の間にこの島を描いたものが見受けられる。折りしも豊臣秀吉の朝鮮出兵で日本海沿岸住民のこの島への関心が高まるとこの島が無人島の状態になっている事を幸いにこの島に立ち入るようになり始めた。これに気づいた李朝の東萊府が1614年（慶長19年）に対馬藩に対して抗議を行った。対馬藩は竹島（鬱陵島）を日本領であると主張したとされているが、当時は両国とも内外に複雑な事情を有していたため、この時にはそれっきりとなった。

## 竹島（鬱陵島）での朝鮮人との遭遇に始まる領有権の交渉

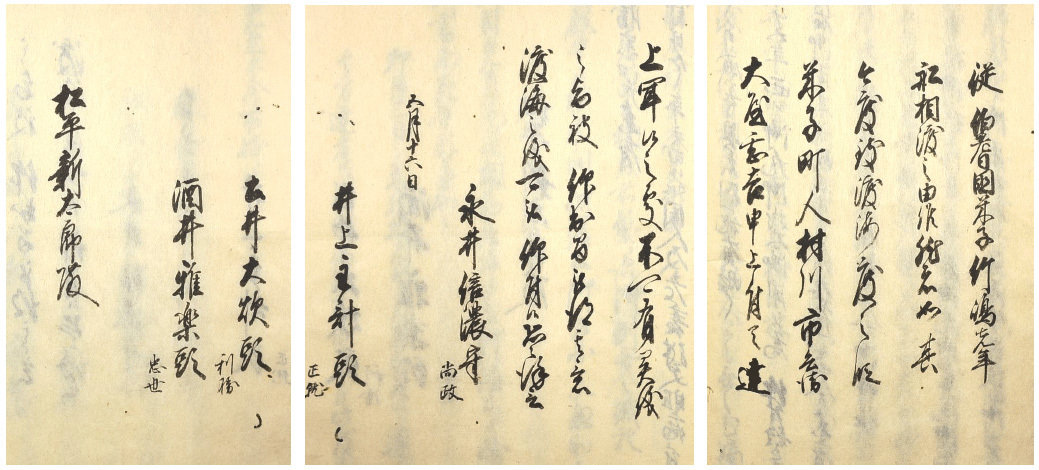
江戸幕府から米子商人にあたえられた鬱陵島渡海許可証（1618年）

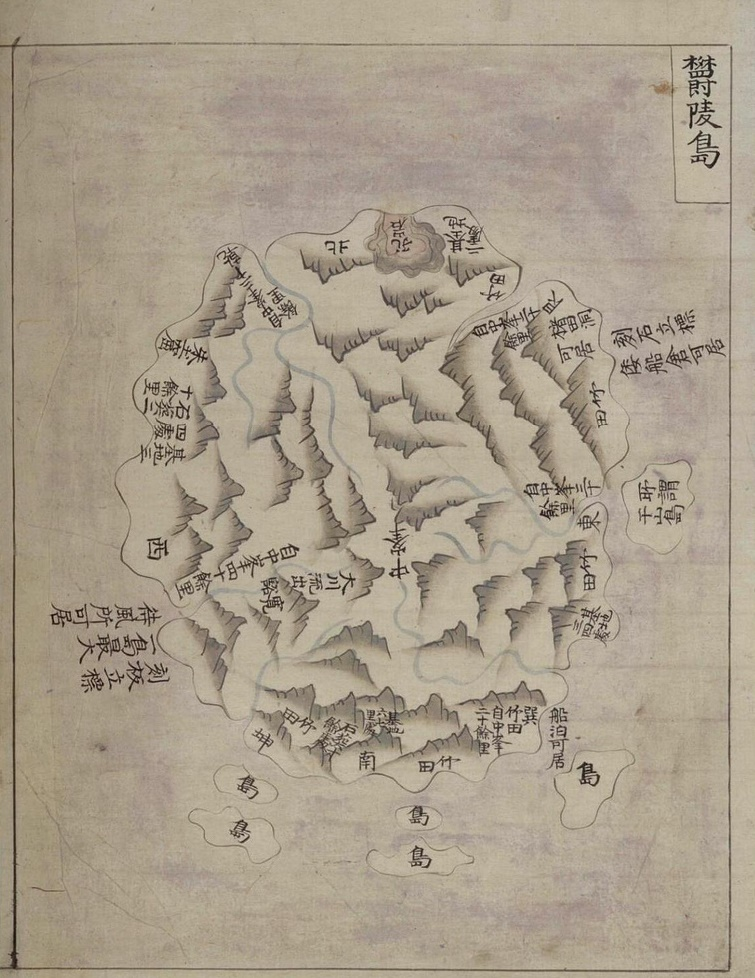
朝鮮で1737～1776年に作成されたと考えられる「広輿図」所収「鬱陵島」の図。東北部に「刻石立標　倭船倉可居」と書かれ、石に刻まれた標識と日本の船倉があったことが分かる。

鳥取県の大谷家に伝わる「竹嶋渡海由来記 抜書控」によると、1618年（元和4年）伯耆米子（現・鳥取県米子市）の商人、大谷、村川両家が幕府より竹島鬱陵島渡海免許を受けていた。鳥取藩池田家は将軍家の親戚であったため、将軍家の葵の紋を使用できた。そのため葵の紋を打ち出した船印をたて、いわば同島の独占的経営を幕府公認で行っていた。　大谷甚吉・村川市兵衛らは交代で毎年同島に赴いて、鮑・アシカ等の漁猟、木竹の伐採などを行い、鮑を幕府に献上していた。松島は竹島（鬱陵島）への寄港地、漁労地として利用されていた。また、遅くとも1661年には、両家は幕府から松島へも交代で渡海することを承認されており、鳥取藩も毎年の渡海にあたっては、米や鉄砲の貸付をしていた。（名古屋大学教授の池内敏は、両家は1620年代に受けたと見られる竹島渡海免許を1年に一度ずつ更新しなければならないものであるとし、始めのものをそのまま使用した不法な竹島への渡海を約70年も続けていたとしている。）

### 竹島（鬱陵島）への渡海免許原文
この事件の発端は、1692年（元禄5年）に竹島（鬱陵島）へ出漁した大谷、村川家が同島で朝鮮人と遭遇したことから始る。この時、竹島（鬱陵島）に朝鮮人が53人が来ていたが、日本側は21人の少数であったので争うことはしないで、早々に朝鮮人が作っていた串鮑のほか、笠、網頭巾、麹味噌を持ち帰って鳥取藩に報告した。この処理をめぐって鳥取藩から対処方法を問われた幕府は、すでに朝鮮人が竹島（鬱陵島）から退去したとすれば「何の構えも無之」と回答をして、特に問題にしなかった。
しかし、翌1693年（元禄6年）4月にも40人の朝鮮人が来ていた。その中の2人を捕えて米子に連行した。安龍福（アンピンシャ）と朴於屯（パク・オドゥン）の二人で、米子で二か月にわたる取り調べの後、米子の家老 荒尾修理より報告を受けた鳥取藩は、この事を江戸に連絡して指示を仰ぐと共に、その指示があるまで安龍福ら2名の朝鮮人を米子の大谷九右衛門勝房方に留め、足軽2名を付き添わせて警護に当たった。また幕府には竹島（鬱陵島）に朝鮮人が来ないよう朝鮮に申し入れをすることを要請した。幕府は鳥取藩にこの2名を長崎奉行所に送るよう指示し、対朝鮮交渉の窓口であった対馬藩の宗氏には、長崎で二人を引き取らせ対馬経由で朝鮮へ引き渡すよう命じ、同時に、竹島（鬱陵島）は日本領であるから朝鮮人の出漁禁止の措置をとるよう朝鮮国に要請させた。
- 5月26日：江戸より飛脚が到着、安龍福らを長崎に護送するように指示がある。
- 5月29日：米子を出発。
- 6月 1日：鳥府（鳥取城下）に到着。
- 6月 7日：山田兵衛門、平井甚右衛門を護送役として鳥府を出発。
- 6月30日：長崎に到着。
- 7月 1日：長崎奉行所に両名を引き渡す。
- 8月14日：対馬からの使者・一宮官助左衛門に引き渡される。
- 9月 3日：対馬に到着。

対馬藩主宗義倫は、交渉の使者正官・多田与左衛門の一行に帯同されて、釜山に着き、安龍福ら両名を朝鮮政府に引き渡すと共に、竹島（鬱陵島）に対する朝鮮漁民の侵入を禁ずる旨を通告した。この時より両国の領土をめぐる外交交渉が本格的に始まった。（安龍福は幕府の竹島（鬱陵島）放棄決定後、再び日本にやって来て鬱陵島、子山島（于山島）は朝鮮領であると訴える。）
この時、対馬藩が朝鮮王朝に宛てた文書には「本国竹島」と記して、日本領土の島であるという認識を示していた。また対馬藩の『朝鮮通交大紀』にも、1693年に朝鮮人が「我隠州竹島に来り」と、竹島（鬱陵島）が幕府直轄領の隠岐に所属するということを表明している。
日本の申し入れに対し、朝鮮は日本との友好を重んじ、穏便に解決をはかる方針で交渉に臨んだ。しかし、交渉が長引く間に政権を掌握していた領議政の権大運、左議政の睦来善、右議政の閔黯が何れも失脚し、領議政に南九万、左議政に朴世采、右議政に尹趾完が任ぜられ交渉方針を強硬姿勢に転じた。
1695年、朝鮮は接慰官を釜山に派遣し、礼曹参判李畬の名をもって9月12日に返書を対馬藩へ送り、宗氏の竹島日本領説を反駁させた。この書契では、竹島は鬱陵島のことで、鬱陵島は空島としているが時々役人を派遣して調査をしているとし、東国輿地勝覧に照らしても、本土から良く見え、朝鮮住民がこの島でいろいろな物産を採っているとあり、朝鮮の領有は明らかであるとしている。
『粛宗実録』20年8月13日・『通航一覧』巻137
翻訳
その後、多田与左衛門の交渉は1695年6月まで続いた。交渉途中であった1694年（元禄7年）9月27日に対馬藩主・宗義倫が病死。後に、鬱陵島は朝鮮領であったにせよ、長く空島であったのだから、日本領であるという意見と、東国輿地勝覧（1481年成立）の記事などから朝鮮領だという立場に二分されていたが、この頃になると後者が大勢になっていた。
1695年（元禄8年）10月、対馬藩は新藩主・宗義方の襲名と参勤交代を期に、竹島（鬱陵島）は朝鮮領であるとして、江戸幕府に朝鮮側との交渉の中断を申し出た。江戸にて老中・阿部豊後守正武に、朝鮮側との交渉も三年になり、朝鮮側が強硬な事も伝え、幕府の判断を仰いだ。

## 竹島（鬱陵島）への渡航禁止
この回答を受けて幕府は竹島（鬱陵島）の本格的な検討を始め、1695年（元禄8年）12月24日、老中・阿部豊後守は因幡国（因州）・伯耆国（伯州）の2国を領有する鳥取藩（現在の鳥取県）に対し17カ条からなる「御尋の御書付」で問い合わせた。そのなかで注目される質問が以下である。
- 「因州 伯州之付候竹嶋はいつの此より両国之附属候哉、先祖領地 被下候以前よりの儀 候哉」

（因幡国伯耆国付属の竹島はいつの頃より両国の付属になったのでしょうか、先祖の領地になる以前についてはどうなのでしょうか。）
- 「竹嶋の外両国之附属の嶋有之候哉、並是又 漁採に両国の者 参候哉」

（竹島の他に両国の付属の島はあるのでしょうか、又、漁に両国の者が行っているのでしょうか。）
この幕府の質問に対して鳥取藩は、1695年（元禄8年）12月25日付の文書で回答する。
- 「竹嶋は因幡 伯耆附属にては無御座候」（竹島は因幡国伯耆国付属ではございません。）
- 「竹嶋松嶋其外両国之付属の嶋 無御座候」（竹島松島その他は両国の付属ではございません。）

このように、鳥取藩は竹島・松島は自藩領ではないとしたが、1724年に鳥取藩が幕府に提出した「竹嶋之書附」では松島を「隠岐の内」としており、この時鳥取藩は松島を江戸幕府の直轄領である隠岐国の島だと認識している。
江戸幕府は「鬱陵島には我が国の人間が定住しているわけでもなく、同島までの距離は朝鮮から近く伯耆からは遠い。無用の小島をめぐって隣国との好を失うのは得策ではない。鬱陵島を日本領にしたわけではないので、ただ渡海を禁じればよい」と朝鮮との友好関係を尊重して、日本人の鬱陵島への渡海を禁止することを決定して鳥取藩に指示するとともに朝鮮側に伝えるよう対馬藩に命じた。幕府はその島に日本人が住んでいないこと、さらに地理的に因幡からよりは朝鮮からの方が近いことなどを考慮し、朝鮮との争いを避けることにしたのである。
「竹島一件」といわれている日朝間の外交交渉は、釜山の倭館を舞台に3年間続けられ、この時「兵威」を用いて竹島（鬱陵島）を日本領にする案もあったが、結局は竹島（鬱陵島）を放棄することとなった。そして1696年（元禄9年）1月28日付で、幕府が老中の連署でもって、「向後 竹島へ渡航之儀 制禁 可申付旨 被仰出之候間」と、鳥取藩主松平伯耆守（池田綱清）宛てに竹島渡航禁止を申し渡し、8月1日に鳥取藩に伝えられた。竹島（鬱陵島）を「無用の小島」として鳥取藩に同島への渡海禁止を申し渡したのである。また先に竹島渡海を免許していた大谷・村川両家に対しても、同時に松平伯耆守あてに奉書を送り、竹島（鬱陵島）への渡海を禁じた。対馬藩に対しても、この幕府の姿勢を朝鮮政府に伝えるように指示し、対馬藩は1696年（元禄9年）10月、新藩主を祝うために来島していた同知（通訳官の官職）の卞延郁同知と宋裕養判事に其の方針を伝えた。両通訳官は翌年の1697年（元禄10年・粛宗23年）正月に帰国し、続いて対馬藩は二月に、阿比留兵衛を朝鮮に渡らせ、東莱府使 李世戴に書を渡して、幕府の命により日本人の竹島（鬱陵島）への出漁を禁じた事を知らせた。
ただし、鬱陵島と竹島が同一の島である事、およびその朝鮮領たることを承認する件については言及しなかった。しかし、朝鮮政府は、当面の問題であった漁業禁止に満足して、翌1698年（元禄11年）3月、礼曹参議李善溥の名をもって幕閣の決定に謝意を表し、併せて鬱陵島・竹島一島二名の理由を説明した。（「粛宗実録」二十四年三月二十五日の条）
渡航禁止の全文
1693年（元禄6年）4月に安龍福たちを米子に連れ帰った事から始まった竹島一件は、姑息ながらも一応の解決をする事になったが、その際、幕府は松島については何も言及していない。この時、松島はもともと日本から竹島（鬱陵島）への中継となるただの小島であったため、朝鮮との交渉でも特段の取扱いはしておらず、特に言及する必要もなかったと考えられる。そのため竹島（鬱陵島）渡航禁止以後、独自の経済的価値がほとんどない松島だけのために渡航する者は幕末までほとんどなくなってしまった。

## 「竹島一件」後の竹島（鬱陵島）
徳川幕府の外交文書を集めた『通航一覧』に、竹島一件以後の竹島（鬱陵島）について、享保年間（1716-35）までは、隠岐や長門から竹島（鬱陵島）に渡って大竹を持ち帰っていたのが、その後は朝鮮人が島にいて、船を近づけると鉄砲を撃って島に上陸させないと記されている。竹島（鬱陵島）渡航禁止後も、日本人は無断で竹島（鬱陵島）に渡っており、またこの頃の朝鮮でも竹島（鬱陵島）の空島政策は有名無実になっていたようで、竹島（鬱陵島）には朝鮮人が住みつき、日本の船を銃で追い払うまでになっていた。
「……むかし隠岐の辺より渡て、大竹を切来て諸方へ売、甚だ大にしてよき竹也と云ふ、近来その島へ渡る時は、朝鮮人多く来て、此方の船を見れば鳥銃を撃て船を近づけずと云ふ、この島果して日本の属島なれども、遂に朝鮮に取られたり」
現代文（……むかし隠岐の辺りより渡って、大竹を切りに来ていろんな所へ売り、非常に大きく良い竹だと言われている。近頃この島へ渡る時は、朝鮮人が多く来て、こちらの船を見れば鳥用の銃を撃って来て船が近づけられないらしい。この島は結局、日本の属島であるけれど、ついに朝鮮に取られてしまった。）
トラブルを憂慮した幕府は「異国航海」の厳禁を改めて通達した。その政策にしたがって奉行所も密航者を処罰していたようで、1723年（享保8年）6月には、大坂町奉行所が、享保7年以前に竹島（鬱陵島）に渡って密貿易をしたといって、石見国・大森代官所支配地の3名を捕えて処分している。また1836年（天保7年）には石見国浜田藩会津屋八右衛門の竹島密貿易事件が起き、その裁きの判決文には「松島へ渡航の名目をもって竹島にわたり」と記され処罰されている（竹島事件）。その他松浦静山の『甲子夜話』には、同様の事件が浜田藩だけでなく対馬、越後長岡、北国などでも行われていたことが書かれている。
加賀藩士青地礼幹の随筆集『可観小説』（1715年）には、竹島一件についての伝聞書「日本の竹島、朝鮮へ奪はるゝ事」という一節がある。
「元禄年中因州へ隷属せし竹島、朝鮮国へ被奪取候本末。此竹島元は隠岐州へ属候小島にて、方一里も有之……」
現代文（元禄年間に因幡へ属していた竹島が、朝鮮国へ奪い取られてしまった。この竹島は元は隠岐へ属した小島で、大きさは一里四方もあった……）
正徳元年（1711年）の京都滞在中に、相国寺慈照院主だった別宗祖縁からの伝聞である。同僧は事件当時、対馬以酊庵の輪番で対朝鮮外交に携わり、この一件の事情にもよく通じていた。対馬では武士、平民から僧侶までも、将軍綱吉の失態と憤ったという。文中での「竹島」とは、朝鮮のいうところの欝梁島（原文ママ）である、と明記されている。同書は加賀藩士民の上下問わずよく読まれていた。
竹島一件後に発行された森幸安の日本分野図にも依然竹島が記載され、1779年に初版が発行され普及していた長久保赤水の『改正日本輿地路程全図』にも全て竹島（鬱陵島）と中継地点である松島を記載している。なおも竹島（鬱陵島）との関係が強かったことがうかがえる。
幕府は1837年2月21日付で、改めて「異国航海之儀は重き御禁制」と全国に通達する。その中で竹島（鬱陵島）については「元禄之度　朝鮮国之御渡しに相成候以来、航海停止被仰出候場所に有之」と述べている。

## 松島（現竹島）について
日本から竹島（鬱陵島）に渡る途上に松島がある。松島が記述された日本の最も古い文献は、1667年（寛文7年）に編纂された松江藩士斎藤豊仙の『隠州視聴合記』があり、また江戸元禄時代には、日本から竹島（鬱陵島）の行き帰りに松島をある程度利用していた記録もある。天候などの条件がよければ松島から竹島（鬱陵島）が見えることもあって、日本にとっては竹島（鬱陵島）に渡る為の航海の指標や暴風時などに一時避難ができる重要な島であったことは確かである。幕府の渡航許可の公文書は見つかっていないが、大谷家の記録によると、竹島一件以前に幕府から竹島（鬱陵島）とは別に松島への渡海免許が出され、同家は松島での漁労も行っていたようだ。
明治時代に「竹島外一島之義本邦関係無」といった「竹島外一島」が鬱陵島と松島であるように捉えられる公文書もあるため、日本は「竹島一件」において松島を竹島（鬱陵島）の属島と見なし同時に自ら放棄していた、とする考えが韓国側を中心にある。しかし、竹島一件の当時、朝鮮との交渉において松島の名は一切出てきておらず、朝鮮側の地図を見ても朝鮮政府は松島を全く認識していないことが分かる。朝鮮王朝実録の肅宗実録に、賎民である安龍福が「松島は子山島である。これもまた我が国の地だと言った」などの供述を行ったという記録があるが、当時の朝鮮は日本への不法渡航の罪となった安龍福の言動は朝鮮を代表するものではないとしている。その後の竹島事件においても幕府の筆頭老中だった浜田藩主松平周防守康任が「竹島（鬱陵島）は日の出の土地とは定め難いが松島なら良い」としたことや、「松島へ渡航の名目をもって竹島（鬱陵島）にわたり」との判決文の一節から、竹島（鬱陵島）への渡航は禁止したが松島への渡航は禁止されていなかったと考えられる。また、1820年に浜田藩儒の中川顕允が編纂した石見外記に高田屋嘉兵衛の北前船が竹島（鬱陵島）と松島の間を航路として使用していることも描かれていることから、現在の日本では当時から松島（現在の竹島）を自国の領土だと考えていたとしている。
なお、竹島一件の原因となった安龍福は1696年6月に自ら日本へ渡り、竹島（鬱陵島）が朝鮮領であると訴えるが、この時の安龍福の言動は竹島（鬱陵島）をめぐる外交交渉には全く影響を与えていない。幕府が竹島（鬱陵島）への渡航を禁じる旨を朝鮮に伝えたのは1697年（元禄10年・粛宗23年）正月だが、幕府が渡航を禁じる決定をしたのは、それより早い1696年1月だからである。このことは、安龍福がこの時幕府より異国人の窓口は長崎であると追い返されていることや、朝鮮では日本へ渡ったかどで流罪に処せられていることからも分かる。
しかし、安龍福の松島を于山島だとしている発言は、その後その所在が明らかでないまま松島が于山島であり朝鮮領であるとの認識を朝鮮政府（李氏朝鮮）に定着させ、結果的に今日の竹島問題に大きな影響を与えている。